# Albarradón de San Cristóbal
El albarradón de San Cristóbal o albarradón de Ecatepec es una obra hidráulica de origen colonial, construido durante el periodo colonial y los siglos XIX y XX. Tenía la finalidad de regular las aguas de los lagos de Zumpango y Xaltocan para evitar inundaciones en el valle de México. Es el único elemento que se conserva del sistema hidráulico control de las aguas de los lagos del Valle de México.

## Ubicación
Se encuentra ubicado en la carretera federal a Pachuca. Tiene una extensión de 4.5 km que van desde San Cristóbal Ecatepec a Venta de Carpio.

## Historia del albarradón
Los lagos fueron en Mesoamérica una importante fuente de recursos, determinante para el florecimiento de grandes ciudades como Teotihuacán, Tenochtitlan y Texcoco. sin embargo estos sistemas también representaban una constante amenaza de inundaciones. Para enfrentar este riesgo, los pueblos prehispánicos del periodo posclásico realizaron una serie de obras hidráulicas colosales destinadas al control de los niveles de agua.

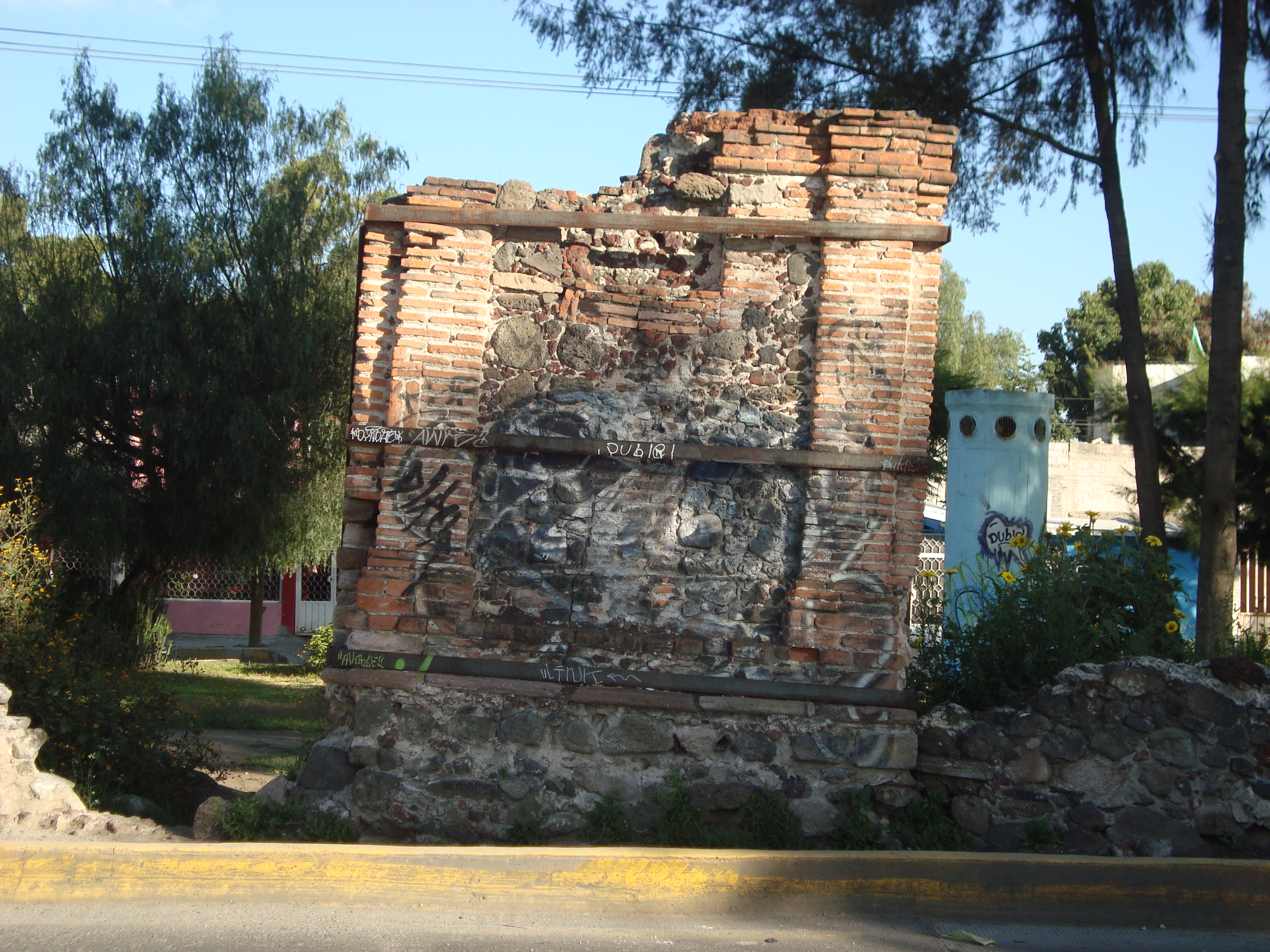
Relieve sobre el Albarradón

Las naciones integrantes de la triple alianza y sus aliados sobresalieron en la construcción de dichas obras, construyendo calzadas y diques para moderar el flujo de las aguas de lagos y ríos para evitar por un lado inundaciones y por otro que los lagos de Chalco y Xochimilco se mezclaran con las aguas saladas del lago de Texcoco. Una de las obras más notables de la época fue el Albarradón de Nezahualcóyotl construido en 1449. Este cumplió la función de contener las aguas del lago de Texcoco, que anteriormente ya habían causado graves inundaciones y además, la de separar las aguas dulces de las salobres.
Después de la conquista de México, las inundaciones continuaron, destacando la de 1555 después de la cual el virrey Luis de Velasco mandó reparar el albarradón de San Cristóbal, el cual probablemente tenía su origen en una calzada prehispánica. En agosto de 1604 ocurrió una inundación considerable y el virrey marqués de Montesclaros le encomendó a los Franciscanos la reparación de calzadas y la rápida construcción de diques para contener la emergencia. Fray Juan de Torquemada llevó a cabo la reconstrucción de la Calzada de los Misterios, concluida en 5 meses y fray Jerónimo de Zarate la construcción del albarradón de San Cristóbal, que fue concluido en cuatro meses con un costo de dos mil pesos. La rapidez con la que fueron construidas estas obras se debió a que el virrey hizo abuso de la mano de obra indígena.
Al ver que los albarradones no eran suficientes, Enrico Martínez comenzó en 1607 el proyecto del Tajo de Nochistongo. Para 1627 mandó construir 3 compuertas repartidas a lo largo del albarradón de San Cristóbal con la finalidad de regular el flujo de agua. Después de la falla del sistema de desagüe y la catástrofica inundación de 1629 los albarradones recibieron mayor atención y mantenimiento.

## Zona de monumentos históricos
Por su valor para la historia política, social y artística de México, el 23 de marzo de 2001, el albarradón y todos sus elementos arquitectónicos fueron declarados zona de monumentos históricos por decreto del presidente Vicente Fox. La declaratoria comprende los siguientes elementos del albarradón:
- El Albarradón de San Cristóbal, en toda su extensión
- Puente-Compuerta de San Cristóbal
- Compuerta-Capilla de San Juan Bautista,
- Compuerta-Capilla de Cristo Rey
- El paradero de Diligencias
- Relieve sobre El Albarradón, próximo a Venta de Carpio

El decreto también incluyó la Casa de Morelos, la Capilla de San Juan y el Monumento a Morelos, ubicados en el kilómetro 23 de la carretera México-Pachuca.